# مارك ويلكينز
مارك ويلكينز (بالإنجليزية: Marc Wilkins)‏ هو لاعب كرة قاعدة أمريكي، ولد في 21 أكتوبر 1970 في مانسفيلد في الولايات المتحدة.